# Odontella rossi
Odontella rossi är en urinsektsart som beskrevs av Christiansen och Bellinger 1980. Odontella rossi ingår i släktet Odontella och familjen Odontellidae. Inga underarter finns listade i Catalogue of Life.